# Agnes Branting
Agnes Margareta Matilda Branting, född 27 februari 1862 i Nysunds socken i Värmland och Örebro län, död 13 april 1930 i Stockholm, var en svensk textilkonstnär och författare. Branting en av de viktigare namnet i förra sekelskiftets återuppväckta intresse för textil kyrklig utsmyckning, paramentiken, och i återinförandet av de liturgiska färgerna i Svenska kyrkan.

## Biografi
Branting är en högborgerlig släkt från Norrköping, känd sedan 1600-talet. Agnes Brantings far, Carl Johan Branting, var apotekare i Nysund, Värmland. Efter hans död flyttade modern Maria Karolina Lundh tillsammans med döttrarna till Skara där Agnes gick i flickskola. Senare studerade hon vid Slöjdföreningens skola (där hon utexaminerades 1883) och Tekniska skolan i Stockholm. Tillsammans med Sofia Gisberg var hon en av de två första utbildade teckningslärarinnorna med textil inriktning i Sverige sedan Tekniska skolan hade öppnat en sådan linje för kvinnor. År 1885 knöts Agnes Branting till Handarbetets vänner (HV) och från 1891 var hon direktris vid HV och ledde föreningens ateljéverksamhet fram till 1904.
Agnes Brantings stora intresse var de kyrkliga textilierna. Redan 1892 fick hon möjlighet att göra en studieresa till Berlin och se en utställning med kyrklig konst. Hon besökte även flera ledande tyska textilateljéer som tillverkade kyrkliga textilier i en nyväckt liturgisk anda. Hemkommen från denna studieresa höll hon ett föredrag vid Svenska Slöjdföreningen, år 1893, som trycktes i sin helhet i Slöjdföreningens Meddelande, där hon uttryckte den liturgiska, ikonografiska och estetiska inriktning som sedan kom att prägla den svenska kyrkliga textilkonsten under 1900-talet.
Som direktör för Handarbetets vänner fick Branting även uppdraget att renovera den kungliga samlingen av vävda tapeter i samråd med John Böttiger, som var chef för Kungliga Husgerådskammaren.
År 1904 grundade Agnes Branting textilateljén Licium. Ateljéns huvudsakliga uppgift var att tillverka kyrkliga textilier. Fram till Brantings död 1930 levererades över 1600 kyrkliga textilier från ateljé Licium. Bruket av de fem liturgiska färgerna i Svenska kyrkan – rött, vitt, svart, grönt och violett/blått – är till stor del Agnes Brantings förtjänst. De kyrkliga textilier, som hon själv formgav, utvecklades med åren till en allt större enkelhet med broderad bibeltext eller enkla ornament.
År 1906 fick Branting uppdraget att ordna Uppsala domkyrkas liturgiska textilier och att planera ett domkyrkomuseum. Därefter fick hon ta hand om de medeltida textilierna som återfunnits i Linköpings domkyrka. Dessa uppdrag gav henne insikt om det kulturhistoriska arv som fanns i de svenska kyrkorna och den vård som krävdes för att dessa textilier skulle kunna bevaras för framtiden tog Branting initiativ till grundandet av konserveringsföreningen Pietas år 1908 – där hon blev både sekreterare och arbetsledare. Ledningen för Pietas övertogs år 1930 av Agnes Brantings systerdotter, konsthistorikern Agnes Geijer, som då också åtog sig det antikvariska ansvaret för verksamheten. År 1949 förstatligades verksamheten och kom då att sortera under Riksantikvarieämbetet (RAÄ) som en särskild konserveringsateljé vid RAÄ:s textilenhet.
Agnes Branting umgicks med flera betydande kulturpersonligheter som Anders och Emma Zorn, och ärkebiskopen Nathan Söderblom. Hon fick uppmärksamhet som banbrytande textilforskare och skribent. Bland hennes böcker om historiska sakrala kläder, vävnader och broderier, återfinns Das goldene Gewand der Königin Margareta in der Domkriche zu Uppsala (1911) och Textil skrud i svenska kyrkor från äldre tid till 1900 (1920) samt tillsammans med konsthistorikern och professorn Andreas Lindblom Medeltida vävnader och broderier i Sverige (2 band, 1928–1929) som är en i det närmaste heltäckande genomgång av den medeltida textilkonsten i Sverige. Mycket av det som redovisas där är resultat av den forskning som Agnes Branting utfört i samband med konservering av kyrkotextilier vid Pietas eller uppordnandet av textilsamlingarna i domkyrkorna i Uppsala, Skara, Linköping och Strängnäs samt i Vadstena klosterkyrka.
Branting föreläste om textilkonst bland annat vid Konstakademin och hon var den drivande kraften vid en mängd utställningar. Hennes sista stora åtagande blev Historiska museets stora utställning av kyrklig konst, med över 600 inlånade liturgiska föremål, som fyllde Liljevalchs konsthall 1929. Hon dog i april 1930, under förberedelserna för Stockholmsutställningen.
Tillsammans med Fanny Blomberg gav hon ut en Märkbok för skola och hem.

## Utmärkelser
Agnes Branting erhöll Litteris et Artibus och Illis Quorum.